# The DeAndre Way
Albums de Soulja Boy
ISouljaBoyTellem
(2008)
Singles
1. Pretty Boy Swag
Sortie : 8 juin 2010
2. Blowing Me Kisses
Sortie : 31 août 2010
3. Speakers Going Hammer
Sortie : 19 octobre 2010

The DeAndre Way est le troisième album studio de Soulja Boy, sorti le 30 novembre 2010.
L'album s'est classé 8e au Top Rap Albums, 18e au Top R&B/Hip-Hop Albums et 90e au Billboard 200.

## Liste des titres
| No  | Titre                                            | Producteur(s)                             | Durée |
| --- | ------------------------------------------------ | ----------------------------------------- | ----- |
| 1.  | First Day of School                              | R3$ource                                  | 3:58  |
| 2.  | Touchdown                                        | Rico Beats, Prince Ben                    | 3:19  |
| 3.  | Hey Cutie (featuring Trey Songz)                 | Young Yonny, The Monsters & The Strangerz | 3:15  |
| 4.  | Speakers Going Hammer                            | Boi-1da                                   | 3:08  |
| 5.  | Pretty Boy Swag                                  | G5 Kids                                   | 3:56  |
| 6.  | 30 Thousand 100 Million (featuring Lil B & Arab) | Soulja Boy                                | 4:03  |
| 7.  | Mean Mug (featuring 50 Cent)                     | Drumma Boy                                | 3:48  |
| 8.  | Blowing Me Kisses (featuring Bei Maejor)         | Bei Maejor                                | 3:19  |
| 9.  | Fly                                              | Rico Beats                                | 3:53  |
| 10. | Grammy (featuring Ester Dean)                    | Rico Beats                                | 2:53  |

| 11. | Steez     | Prince Ben                 | 3:57 |
| 12. | Boom      | Clinton Sparks, Bei Maejor | 3:24 |
| 13. | Do It Big | Inertia                    | 4:04 |
| 14. | Xtra      | R3$ource                   | 3:50 |